# Медицински университет (Пловдив)
Вижте пояснителната страница за други значения на Медицински университет.
Медицинският университет – Пловдив е държавно висше медицинско училище, акредитирано от Националната агенция за оценяване и акредитация, с предмет на дейност подготовка и повишаване на квалификацията на специалисти в областта на медицината, денталната медицина, фармацията, общественото здраве и здравните грижи. В тези професионални направления МУ-Пловдив осъществява:
- обучение на студенти в образователно-квалификационните степени „магистър“, „бакалавър“, „професионален бакалавър“;

- обучение в образователна и научна степен „доктор“;

- следдипломно обучение и специализация на лекари, лекари по дентална медицина, други медицински и немедицински специалисти от сферата на здравеопазването;

- научноизследователска дейност, консултативна, експертна и лечебна дейност;

- международно сътрудничество в образованието и науката.

Основни структурни звена на МУ-Пловдив са: Медицински факултет, Факултет по дентална медицина, Фармацевтичен факултет, Факултет по обществено здраве, Департамент по езиково и специализирано обучение и Медицински колеж. 
В своята дейност Медицински университет – Пловдив спазва и се ръководи от действащите Закон за висшето образование, Закон за развитие на академичния състав в Република България и е в съответствие със законодателството на Р България.
Устройството, дейностите, организацията и управлението на Медицински университет – Пловдив отразяват възприетите от академичната общност мисия, визия и главна цел, водени от основните ценности, утвърждавани от Университета. 
Обществената мисия на Медицински университет – Пловдив е да допринася за осъществяването на държавната политика за развитието на висшето медицинско образование и медицинската наука, здравеопазването и подобряване на здравното състояние на населението.
Визията за развитие на Медицински университет – Пловдив е да бъде модел за академична институция с висок научноизследователски капацитет, лидер сред медицинските университети в България чрез:
- осъществяване на качествено обучение, равняващо се по европейските образователни стандарти;

- създаване на високи научни постижения, гарантиращи кариерното развитие на академичния състав;

- модернизиране и оптимално използване на технологичните центрове и на учебната, диагностичната и изследователската инфраструктура и апаратура;

- морално и материално подобряване на работната среда;

- интелектуална мотивация и стимулиране на студенти и преподаватели.

Главната цел на Медицински университет – Пловдив е подготовката на висококвалифицирани специалисти с висше медицинско образование, способни да прилагат и развиват научномедицинските знания и умения във всички области на медицинската практика и здравеопазването. Университетът е иновативен научноизследователски и образователен център, събрал опита на поколения лекари и преподаватели, дали смисъл на девиза на МУ-Пловдив „Посветени на хуманността“.
Основните ценности, утвърждавани от МУ-Пловдив са обективност и толерантност; иновативност и креативност; откритост, критичност, отговорност и уважение; човеколюбие.

## История
МУ-Пловдив е създаден като Медицински факултет в Пловдивския университет през 1945 г.  Факултетът е отделен под името Пловдивска медицинска академия през 1950 г. и малко по-късно получава за патрон името на бележития руски учен Нобелов лауреат Иван Петрович Павлов. Медицинската академия е преименувана на Висш медицински институт през 1955 г. През 1972 г. ВМИ е включен в структурата на обединената Медицинска академия.  Отново става самостоятелен през 1990 г. На 22 февруари 2002 г. Висшият медицински институт се преименува на Медицински университет с решение на Народното събрание.
През 1974 г. е създаден Стоматологичният факултет.
През 1997 г. в структурата на ВМИ е включен Медицинският колеж.
През 2000 г. като част от европейската ориентация и визия на МУ-Пловдив е създаден Департаментът по езиково и специализирано обучение (ДЕСО) с решение на Академичния съвет.
През 2002 г. Медицински университет – Пловдив става самостоятелна образователна структура и придобива статут на автономен университет, като официално и окончателно се отделя от университетската болница.
През 2006 г. е разкрит Фармацевтичният факултет като основно звено в структурата на Медицинския университет с решение на Народното събрание.
През 2006 г. официално е открита нова самостоятелна сграда, в която е пребазиран Стоматологичният факултет, именуван на Факултет по дентална медицина.
През 2007 г. с решение на Академичния съвет е създаден Факултетът по обществено здраве (ФОЗ) и институционално е легитимиран като основна структура на МУ-Пловдив с решение на Народното събрание на Р България.
От 2012 г. Медицински университет – Пловдив е член на Асоциацията на европейските университети.
През 2015 г. е създаден Медицинският Симулационен Тренировъчен Център (МСТЦ) на МУ-Пловдив като единствен по рода си медицински обучителен комплекс в България.  МСТЦ е сред най-добрите в Европа, разполага с най-новите симулатори за виртуална реалност, както и с виртуална операционна зала.  Акредитиран е от Американската асоциация по хирургия през 2018 г.
През 2019 г. с Постановление на Министерски съвет е разкрит Научноизследователски институт към МУ-Пловдив.
През 2021 г. МОН присъжда на МУ-Пловдив статут на научноизследователски университет. Университетът е едно от седемте висши училища в България с този статут, въведен в Закона за висшето образование през 2020 г. Той се дава за значим принос за развитието на важни обществени области чрез върхови научни изследвания и високи резултати от научноизследователска дейност, оценени съгласно обективни показатели.

## Ректори[5]
- 1945 – 1946 г. - проф. д-р Георги  ЯНКОВ –ректор на ПУ
- 1945 – 1946 г. - проф. д-р Петър НИКОЛОВ, първи декан на МФ;
- 1946 – 1947 г. - проф. д-р Цветан КРИСТАНОВ
- 1946 – 1947 г. - проф. д-р Богоя ЮРУКОВ
- 1947 – 1948 г. - акад. Христо ДАСКАЛОВ, ректор на ПУ
- 1947 – 1948 г. - проф. д-р Михаил РАШЕВ
- 1948 – 1950 г. - доц. д-р Стефан ДИМИТРОВ
- 1950 – 1953 г. - проф. д-р Елисей ЯНЕВ, първи ректор на ВМИ-Пловдив
- 1953 – 1957 г. - проф. д-р Живко ЛАМБРЕВ
- 1957 – 1964 г. - проф. д-р Тодор ЗАХАРИЕВ
- 1964 – 1966 г. - проф. д-р Антон МИТОВ
- 1966 – 1973 г. - проф.д-р  Пею МИШЕВ
- 1973 – 1977 г. - проф.д-р  Иван ТОЛЕВ, декан на МФ към МА
- 1979 – 1981 г. - проф. д-р Въко МИТКОВ
- 1981 – 1985 г. - проф. д-р Константин ЦОНЕВ
- 1985 – 1989 г. - проф. д-р Любомир ГРИГОРОВ
- 1989 – 1991 г. - проф. д-р Петър БОТУШАНОВ
- 1991 – 1995 г. - проф.д-р  Панайот СОЛАКОВ
- 1995 – 2003 г. - проф. д-р Атанас ДЖУРДЖЕВ
- 2003 – 2011 г. - доц. д-р Георги ПАСКАЛЕВ

- 2011 – 2019 г. - чл.-кор. проф. д-р Стефан КОСТЯНЕВ

- 2019 - 2023г. - проф. д-р Мариана МУРДЖЕВА

- 2023 - към момента: проф. д-р Ангел Учиков

## Академични символи на МУ-Пловдив:
Гербът на Медицински университет – Пловдив съчетава няколко основни символа на висшето училище. В центъра на композицията е жезълът на Асклепий – символ на лечителите и на медицинската професия, разположен в общата рамка на разтворена книга, която представя предаването на знанието и развитието на науката. Книгата е обградена от два лъва, олицетворяващи сила, смелост и справедливост. В композицията участват двата най-характерни символа на град Пловдив. В горния край са изобразени седемте тепета под формата на корона, които се асоциират с устойчивостта и стабилността на Университета и на града, а в основата символично е илюстрирана река Марица – вечно движеща се и променяща се.
Знамето на Медицински университет – Пловдив е изработено от коприна и сърма на фон цвят бордо с герба на Университета. Цветът бордо е основният институционален цвят на МУ-Пловдив и символизира любовта, упоритостта и отдадеността към професията на възпитаниците на висшето училище. Златният цвят символизира чистосърдечието, вярата и високия морал, които са основни ценности за МУ-Пловдив и са заложени в обучението на всеки един студент.
Девизът на Медицински университет – Пловдив е „Посветени на хуманността“ („Ad humanitatem dedicati“).
Ректорската тога е в институционалния цвят бордо с черни кантове. 
Ректорската огърлица е кръгла, в центъра на медальона е гравиран гербът на университета.
Деканската тога  е черна на цвят с кантове в бордо. 
Деканската огърлица е кръгла и в центъра на медальона са гравирани гербовете на съответните факултети.
Химнът на Медицински университет – Пловдиве създаден след конкурс през 2020 г. Автор на текста е Антоанета Павлова – преподавател в ДЕСО, музиката е на композитора Ивайло Кънев.
Песента на студентите на Медицински университет – Пловдив е избрана след конкурс през 2020 г. Автор на текста и музиката е чл.-кор. проф. д-р Стефан Костянев, аранжиментът е на Диана Комитова.

## Награди и отличия, присъждани от Медицински университет – Пловдив
С решение на Академичния съвет на Медицински университет – Пловдив се определя:
- Почетно звание „Доктор Хонорис Кауза“ на МУ-Пловдив с диплом. С това звание се награждават учени и ръководители на чуждестранни и български висши училища и научни институти за приноси към международната дейност и сътрудничество с МУ-Пловдив; изтъкнати български държавни и обществени дейци, преподаватели и учени, допринесли за развитието и престижа на Университета.

С решение на Ректорския съвет на Медицински университет – Пловдив се определят следните отличия:
- Почетен символ на МУ-Пловдив. С него се награждават дългогодишни служители и ръководители на МУ-Пловдив за личен принос в изграждането и развитието на Университета.

- Почетен плакет на МУ-Пловдив. Връчва се на обществени и здравни деятели за положителен принос и отношение към МУ-Пловдив, както и на служители на МУ-Пловдив за дългогодишна педагогическа и диагностично-консултативна дейност.

- Плакет „Златен Хипократ“ с диплом. Наградата се връчва на студенти, дипломирали се с пълно отличие (семестриални и държавни изпити) в Медицинския факултет и Факултета по дентална медицина. Първият носител на Златен Хипократ е чл. кор. проф. д-р Стефан Костянев, дипломирал се през 1979 година.

- Плакет „Златен Гален“ с диплом. Наградата се връчва на студенти, дипломирали се с пълно отличие (семестриални и държавни изпити) във Фармацевтичния факултет на МУ-Пловдив.

## Отличия и рейтинг на Медицински университет – Пловдив
Акредитиран с една от най-високите оценки от Националната Агенция за Оценяване и Акредитация (НАОА), Университетът е сред лидерите на медицинското образование у нас, като пет поредни години (2018, 2019, 2020, 2021, 2022) се класира на първо място в обучението по професионално направление „Медицина“ в Рейтинговата система на висшите училища в България, а за 2022 г. – и по направление „Обществено здраве“.   
Медицински университет – Пловдив е сред седемте висши учебни заведения в страната, получили през 2021 г. статут на изследователски университет като оценка за значимия принос на Университета за развитието на важни обществени области чрез върхови научни изследвания и високи резултати от научноизследователска дейност. Модернизираната научна инфраструктура е допълнително условие за нарасналата активност на изследователския състав и за реализирането на авангардни изследвания, фокусирани върху трансфера на знания и технологии в практиката  . МУ-Пловдив разработи Стратегическа иновативна програма за научни изследвания до 2026 г., която ще бъде финансирана в рамките на Плана за възстановяване и устойчивост .
Медицински университет – Пловдив е и първият медицински ВУЗ със сертификат за качество по стандарта ISO-9001:2008, получен през 2009 г. ,  Медицински университет – Пловдив е първото висше медицинско училище, което инициира и реализира въвеждането на единна ефективна и ефикасна Система за Управление на Качеството (СУК) на всички нива на предлаганата услуга „висше медицинско образование“. От първата сертификация досега МУ–Пловдив е сертифициран по стандарта ISO-9001.
Медицински университет – Пловдив издава собствено научно медико-биологично списание Folia medica , единственото българско списание на английски език, индексирано в Index Medicus/MEDLINE , реферирано в PubMed  от 1965 досега без прекъсване. Folia medica е единственото българско медицинско научно издание, индексирано и реферирано без прекъсване от 1964 г.  в международната база данни за научна информация Scopus.
Медицински университет – Пловдив е идеен инициатор и организатор на Първия национален фестивал на студентите от медицинските университети., 

## Учебна структура
Структурата на Медицински университет - Пловдив включва 6 основни звена: Медицински факултет, Факултет по дентална медицина, Фармацевтичен факултет, Факултет по обществено здравеопазване, Департамент за езиково и специализирано обучение и Медицински колеж.
Към основните звена в структурата на МУ-Пловдив са и Научноизследователски институт на МУ-Пловдив (НИМУ-Пловдив); Център за професионално обучение (ЦПО); Център за електронно и дистанционно обучение (ЦЕДО).

## Медицински факултет[23]
Медицинският факултет поставя началото през 1945 г., от което по-късно възниква Висшият медицински институт, а впоследствие и неговият приемник Медицинският университет – Пловдив.
Обучението се провежда само в редовна форма и продължава 6 години и се осъществява на български и на английски език по учебен план и учебни програми, утвърдени от Факултетния съвет, съобразно единните държавни изисквания. На студентите се дава възможност да избират измежду 27 свободноизбираеми дисциплини за попълване на своите кредити от първи до шести курс.
Освен съвременната база за теоретично обучение, която включва нови и модерно оборудвани аудитории, студентите от Медицински факултет използват като база за практическо обучение 6 университетски болници, в които са разгърнати всички специалности с модерни високотехнологични диагностични и терапевтични звена, разполагащи с конвенционална и уникална апаратура. Към 2022 г. лечебните заведения със статут „университетски“ са най-големите пловдивски болници: УМБАЛ „Свети Георги“ ЕАД, УМБАЛ „Пловдив“, УМБАЛ „Пълмед“, УМБАЛ „Каспела“, УМБАЛ „Еврохоспитал“, УСБАЛАГ „Селена“.
Постиженията на Медицински факултет на МУ-Пловдив намират признание в получената висока оценка от НАОА за програмна акредитация на специалност „Медицина“ с обща оценка по критериите 9.5, както и в Рейтинговата система на висшите училища в България. Обучението по медицина в Медицински факултет на МУ-Пловдив заема първо място сред медицинските факултети в България пет поредни години (2018, 2019, 2020, 2021, 2022).

## Факултет по дентална медицина[24]
Специалността „Стоматология“ е разкрита към Висш Медицински Институт – Пловдив през 1970 г. с акт на Министерски съвет на Република България. От 1974 г. се създава Стоматологичен факултет като самостоятелна учебна и лечебна структура на ВМИ. От октомври 2006 г. Факултетът по дентална медицина се помещава в нова и съвременна сграда, намираща се в подножието на Младежкия хълм.
През 2012 г. след успешна програмна акредитация от НАОА е въведено англоезичното обучение по специалността „Дентална медицина“. Понастоящем във ФДМ се обучават 1300 студенти – 800 българоезично обучение и 500 англоезично обучение.
Учебният процес по специалните дисциплини се извършва от 8 катедри. Факултетът разполага с отлично оборудвани и изцяло обновени лекционни, фантомни, предклинични и клинични зали. От 2019 г. към Факултета по дентална медицина е открита „База 2“, оборудвана с модерна апаратура за обучение на студенти по „Дентална медицина“, докторанти и специализанти. Във факултета функционират центрове: „Лазерен“, „CAD/CAM“, „3D принтиране“ и „Имплантологичен“, които са част от НИМУ – Пловдив.
От 2018 г. Факултетът по дентална медицина, съвместно с РК на Българския зъболекарски съюз -Пловдив, организира Научен конгрес „Наука и практика – ръка за ръка“, в който се включват дентални лекари от цялата страна.
От 2020 г. към Факултета по дентална медицина е учреден Център „Подем“ за продължаващо обучение на лекари по дентална медицина чрез курсове и лекции. 

## Фармацевтичен факултет[26]
Обучението на магистър-фармацевти в Медицинския университет стартира през 2003 г. с 30 студенти по държавна поръчка. В края на 2005 г., след акредитация от Националната агенция за оценяване и акредитация, специалността получава много добра оценка. С решение на Народното събрание на Република България от 15.03.2006 г. е разкрит Фармацевтичен факултет като основно звено в структурата на Медицинския Университет – Пловдив. На 24.05.2008 г. се открива сградата на Фармацевтичния факултет (старата Клиника по акушерство и гинекология).
От академичната 2016/2017 година във Факултета се провежда обучение на студенти по фармация и на английски език. Факултетът е и база за следдипломна квалификация на специализанти и участва в продължаващото обучение на магистър-фармацевти.
През 2021 г. във Факултета е открит Фармацевтичен симулационен център. Състои се от две учебни лаборатории: Pharmacy SimLab и Pharmacy SkillsLab. SimLab е симулационна аптека от хибриден тип, която включва демонстрационна и виртуална аптека, оборудвана с компютърна техника и софтуер за обучение в ключови компетенции и умения за осигуряване на фармацевтична грижа. SkillsLab e лаборатория за изграждане на практически и меки умения като комуникативност, сътрудничество и работа в екип, разрешаване на проблеми, креативност, почтеност, съпричастност и др.
Във Фармацевтичния факултет се обучават над 800 студенти, като 125 от тях са чужди граждани от страни като Гърция, Турция, Великобритания, Сърбия, Македония и др.
Факултетът има акредитирани 14 докторски програми.

## Факултет по обществено здраве[28]
Факултетът по обществено здраве (ФОЗ) е създаден с решение на Академичния съвет на МУ-Пловдив през 2007 г. и институционално легитимиран с решение на Народното събрание на Република България през 2009 г. Факултетът обединява 8 катедри и подготвя кадри с висше образование по три бакалавърски и пет магистърски акредитирани специалности: управление на здравните грижи; обществено здраве и здравен мениджмънт; управление на медико-социални дейности и обществено здраве; рехабилитация, уелнес, СПА и балнеолечение; медицинска сестра; акушерка и лекарски асистенти.
Факултетът по обществено здраве разполага със съвременни учебни зали с над 300 места, компютърни зали и работни кабинети, отговарящи на образователните стандарти.
Факултетът е член на ASPHER (Асоциация на училищата по обществено здраве в европейския регион). Академичният състав на Факултетът по обществено здраве членува в редица международни и европейски професионални организации.

## Департамент за езиково и специализирано обучение[29]
Департаментът за езиково и специализирано обучение (ДЕСО) е формиран през 2000 г. с решение на Академичния съвет. В него са включени Секция по български език, Секция по чужди езици и Секция по природни науки. Като основно структурно звено е създаден за обучение по български език и базисни биологични познания на чуждестранните студенти , както и за специализирана и чуждоезикова подготовка на българските студенти, докторанти, специализанти и преподаватели. С фокус върху овладяването на специализирания „език на медицината“ Департаментът осъществява:
- обучение по латински език с медицинска терминология, английски, немски и френски език на студентите от четирите факултета на МУ-Пловдив;
- овладяване на българския език за общи и медицински цели от чуждестранните студенти по медицина, дентална медицина и фармация в МУ-Пловдив и на Медицинския колеж;
- езикова подготовка (по български или по английски език) и оптимизиране на базисните познания по биология, химия и физика на чуждестранните студенти в подготвителен курс;
- специализирана чуждоезикова подготовка на докторанти, специализанти и преподаватели;
- факултативни чуждоезикови курсове и свободноизбираеми лекционни курсове („Философска антропология“, „Медицинска комуникация“);
- провеждане на курсове по български език за чуждестранните студенти по програма „Еразъм+“;
- създаване на учебници и учебни помагала, обезпечаващи преподавателската дейност в ДЕСО;
- извършване на коректорска, редакторска и преводаческа дейност за нуждите на МУ-Пловдив;
- реализиране на висока публикационна активност на академичния състав;
- популяризиране на българската култура сред чуждестранните студенти чрез организиране на различни събития.

ДЕСО участва в повишаването на езиковата компетентност на преподавателите и студентите на МУ-Пловдив чрез факултативни езикови курсове с акцент върху специализираната терминология.

## Медицински колеж[30]
Медицински колеж Пловдив като висше държавно здравно образователно заведение е основно звено в структурата на Медицински университет – Пловдив. 
Днешният Медицински колеж е правоприемник на второто в България „Училище за милосърдни сестри (1942 г.) и на Медицинското училище за акушерки (1945 г.), които през 1954 г. се сливат в Обединено медицинско училище. В своята история училището е преминало през преобразования, многократно е променяло статута си:
- 1942 г. – Медицинско училище за сестри
- 1945 г. – Медицинско училище за акушерки
- 1958 г. Обединено медицинско училище за медицински сестри, фелдшери и акушерки
- 1975 г. Полувисш медицински институт
- 1980 г. Институт за подготовка на здравни кадри със средно специално образование
- 1983 г. Институт за подготовка на здравни кадри със средно специално образование с УПК
- 1990 г. Полувисш медицински институт

- От 1997 г. Медицински колеж в структурата на ВМИ-Пловдив.

## Центрове
- Медицински тренировъчен симулационен център (МСТЦ)[31]
- Център по функционална белодробна диагностика[32]
- Научно-изследователски център по имунология[33] [34]
- Комплекс по транслационна невронаука[35]
- Библиотечно-информационен център[36]
- Университетски издателски център[37]
- Кариерен център[38]
- Център Проекти[39]
- Център за професионално обучение[40]
- Научноизследователски център по детско развитие
- Морфологичен изследователски център [41]
- Център за продължаващо обучение в денталната медицина (ПОДЕМ)[42]
- Център по лазерна дентална медицина[43]
- Център по дентална имплантология
- CAD/CAM център по дентална медицина[44]
- Център за компетентност ПЕРИМЕД[45]
- Център за електронно и дистанционно обучение[46]
- Център за академично развитие
- Data Center.

## НИМУ[47]
Научноизследователският институт на МУ-Пловдив (НИМУ) работи в няколко приоритетни научни направления: симулационно-обучителни технологии в медицината, транслационна невронаука, молекулна и регенеративна медицина, 3D биопринтиране, иновативни диагностични методи, детско развитие, медицинска речева и езикова патология, съвременни технологии в денталната медицина, фармацевтични иновации за персонализираната медицина, здраве и качество на живот в зелена и устойчива околна среда и др. С приоритет са научноприложните изследвания, чиито резултати имат практическа стойност за широката общественост.

## Прием[48]

### Специалности[49]
В Медицински университет – Пловдив се обучават студенти, докторанти и специализанти в областта на медицината, денталната медицина и здравеопазването по следните магистърски и бакалавърски програми: 
- Медицина, Дентална медицина, Фармация (Магистър) – редовно обучение, с кандидатстудентски изпити по биология и химия;
- Медицинска сестра, Акушерка, Лекарски асистент (Бакалавър) – редовно обучение, с кандидатстудентски изпит по етика;
- Помощник фармацевт, Медицински лаборант, Рентгенов лаборант, Рехабилитатор, Зъботехник, Инспектор по обществено здраве, Инструктор диетично хранене, Медицинска козметика (Професионален бакалавър) – редовно обучение, с кандидатстудентски изпит по етика; за специалността Зъботехник – и с кандидатстудентски изпит по скулптиране.
- Управление на здравните грижи (Бакалавър и Магистър) – редовно и задочно обучение, с кандидатстудентски изпит по социална медицина и здравен мениджмънт;
- Обществено здраве и здравен мениджмънт, Мениджмънт на медико-социалните дейности и общественото здраве, Рехабилитация, уелнес, СПА и балнеолечение (Магистър) – задочно обучение, след завършено висше образование, с кандидатстудентски изпит по социална медицина и здравен мениджмънт.
- Медицинска речева и езикова патология (Магистър) - редовно обучение, след завършено висше образование.

Дипломите, издавани от Медицински университет – Пловдив, се признават във всички страни-членки на Европейския Съюз и Европейското икономическо пространство.

## Международна и проектна дейност[50]
Международната дейност на Медицински университет – Пловдив е сред основните дейности за изява и развитие на потенциала на академичния състав и за издигане на международния имидж на Университета. 

### Международно сътрудничество[51]
Дейностите по международно сътрудничество са в сферата на международните партньорства и форуми. Те включват институционална подготовка, участие, изпълнение и отчети на международни и национални научни, инфраструктурни проектни линии, образователни програми и програми за международен обмен на обучаващи се студенти и докторанти, както и на академичен състав. Осъществява се и се координира постоянният международен академичен обмен в рамките на и извън програма Еразъм+ чрез външни мобилности и стажове. Осигурява се логистика и координация на международни конференции, официални визити на посланици, гостуващи чуждестранни лектори и преподаватели, провеждане на научни форуми, участия на МУ-Пловдив в утвърдени международни мрежи и организации.
Медицински университет – Пловдив има 30 действащи академични споразумения и меморандуми, 133 междуинституционални меморандума със 120 висши учебни заведения от 25 програмни страни, 4 нови и в процес на сключване академични меморандуми за сътрудничество с Lincoln Memorial University, European University R. Macedonia, Lega Italiana per la Lotta Contro I Tumori, Самаркандски държавен медицински институт, 15 международни академични организации, 2 международни мрежи и 4 активни програми за академичен обмен – OMI, CEEPUS, FULBRIGHT, EUA. 

### Международни програми и проекти
Секцията за международни програми и проекти е активна в програми на фондовете на ЕС като Еразъм+ - KA 1,2,3 и проектни линии „Хоризонт Европа“, „Мария Кюри“, COST, EIT и др. Осъществява се дейност по подготовка, координация и писане на международни проекти, както и администриране на вече спечелени проекти, като се проследява целия им жизнен цикъл – от разработване на концепция, писане на проектно предложение, администриране, координиране и отчитане на проекта, както и дейности по партньорство с други университетски структури, като разработване на стратегии за публичност, правна подкрепа и счетоводство. Постоянно се проучват нови проектни възможности във връзка с академичните области, развивани в МУ-Пловдив.
Някои от активните в момента проекти са: iHelp (с 15 международни партньори, Horizon 2020), Idea to Impact (с 15 международни партньори, Horizon 2020). 

## Студенти

### Студентски профил
В Медицински университет – Пловдив учат над 6000 студенти от 66 държави от всички континенти, които се обучават в 10 бакалавърски и 5 магистърски програми (януари 2022 г.). Чуждестранните студенти представляват 60,40% от студентите в специалност „Медицина“, 43,80 % в специалност „Дентална медицина“ и 14,8% в специалност „Фармация“. 
Чуждестранните студенти са от Европа (Австрия, Албания, Белгия, Великобритания, Германия, Гърция, Дания, Ирландия, Испания, Италия, Кипър, Косово, Латвия, Молдова, Норвегия, Полша, Португалия, Русия, Северна Македония, Словения, Сърбия, Украйна, Финландия, Франция, Холандия, Чехия, Швейцария, Швеция), Австралия и Нова Зеландия, Азия (Афганистан, Виетнам, Бангладеш, Бутан, Израел, Индия, Ирак, Иран, Йордания, Китай, Малайзия, Непал, Ливан, Пакистан, Сирия, Турция, Узбекистан, Шри Ланка, Япония), Северна Америка (Канада, САЩ) и Африка (Мароко, Нигерия, Сейшели, Република Южна Африка). 

### Студентски информационен център[54]
Студентският информационен център съдейства за адаптацията на новоприетите студенти по време на тяхното кандидатстване, обучение и завършване. Центърът предлага информация и административни услуги и осъществява активна комуникация между студентите и академичното тяло.

#### Функции и основни дейности
Информационни – Студентският информационен център е информационно и обслужващо звено за международни и български студенти. Той предоставя необходимата информация, дава съвети и подкрепа по всички въпроси свързани с престоя в Пловдив и академичното ежедневие – от пристигането, през намирането на място за настаняване до ориентацията в университета.
Той оказва съдействие на бъдещи и настоящи студенти на МУ-Пловдив относно ориентацията в университетския комплекс, общежитията, лекционните зали, университетската библиотека, спортни съоръжения.
Консултантски – Студентският информационен център предлага съдействие при ориентацията на международни студенти с цел гъвкава и бърза адаптация и консултира по всякакви неучебни въпроси.
Организационни – Студентският информационен център организира целогодишно, за български и международни студенти, дни на отворените врати, по време на които те могат да получат представа какво означава да учиш в Медицински университет – Пловдив и да почувстват атмосферата на студентския живот и духа на университета. Същевременно центърът извършва проучвания за намеренията на студентите да организират клубове по интереси и съвместни дейности с международни студенти от други университети. Организира дни на различната култура с участието на представители на различни националности, учещи в университета, които да представят своята култура, история, фолклор и традиционна кухня.
Отношения и сътрудничество – Центърът осъществя сътрудничество и комуникация български и чуждестранни студентски организации, международни студентски асоциации и Студентския съвет на университета.
Реализира контакти с международни студенти от други университети, като демонстрира толерантност към различните националности, култури, етноси и религия. Центърът предлага се информация относно правата и задълженията на студентите и спазването на университетския етичен кодекс.
Конфиденциалност на обслужването в центъра е задължителен елемент при консултирането на студенти, с оглед ефективно решаване на споделения и доверен проблем. Информацията за всеки студент, който използва услугите на центъра, е достъпна само за консултанта и студента, тъй като поверителността е както етично, така и правно изискване.

### Студентски организации

#### Студентски съвет[55]
Студентският съвет е орган на изразяване и защита на общите интереси на студентите и докторантите, обучаващи се в Медицински университет – Пловдив, регламентиран в Закона за висшето образование. Студентският съвет се състои от представителите на студенти и докторанти, излъчени чрез избори. Съветът има мандат от две години и функционира на принципите на доброволност, равнопоставеност, пропорционалност, независимост, прозрачност, добросъвестност, коректност и етичност. Дейността му е регламентирана от Правилник за устройството и дейността на Студентски съвет при МУ-Пловдив и включва: участие на представител на Националното представителство на студентските съвети; участие при определяне на учебните планове, програмите и структурата на учебните дисциплини; участие в поддръжката на качеството на обучение; участие в определяне правилата за разпределяне на студентските стипендии, награди и помощи; участие в управлението на студентските общежития; участие в развитието на спортната дейност в университета; изразяване на мнение по текущи проблеми в университета; създаване на научни студентски общности и публикуване на техните научни трудове; разпространение на информация за предстоящи събития в университета и всяка друга дейност, свързана с правата, задълженията и интересите на студентите и докторантите в университета. 

#### Асоциация на студентите медици – Пловдив[56]
Асоциация на студентите медици – Пловдив (АСМ-Пловдив) е един от шестте клона на Асоциация на студентите медици – България (АСМБ), както и член на най-голямата студентска организация, съществувала някога в света International Federation of Medical Students’ Associations (Международна федерация на медицинските студентски асоциации), а също така е и член на престижната EMSA – European Medical Students’ Association – Европейска асоциация на студентите по медицина. 
АСМ-Пловдив е сдружение, целящо обединението на студентите по медицина в Медицински университет – Пловдив. Към момента има над 450 членове от всички курсове, както и вече дипломирали се лекари. Членовете на АСМ организират и провеждат кампании, насочени към обществено значими проблеми и повишаване на информираността за тях. Защитават и отстояват правата на студентите по медицина. Осъществяват обменни стажове с държави от цял свят в най-добрите и водещи медицински университети. Организират и участват в национални и международни конференции по медицина, а така също изпълняват европейски младежки проекти. 

#### Българска асоциация на студентите по дентална медицина[57]
БАСДМ е сдружение на студентите по дентална медицина към Българския зъболекарски съюз. То работи заедно с Районна колегия – Пловдив и участва в нейните дейности. Има за цел да присъства, организира и подпомага мероприятия, чрез които да стимулира научната и кръжочна студентска дейност. Защитава и отстоява правата на студентите по дентална медицина, а също и съдейства за решаването на учебно-методически им проблеми. Усилията на БАСДМ са насочени към популяризиране на световните новости в денталната наука, както и към развиване на международно-образователната дейност и научен обмен посредством комуникация със студенти и асоциации на студенти по дентална медицина от други държави. 

#### Асоциацията на студентите по фармация в България[58]
Асоциацията на студентите по фармация в България е неправителствена организация, създадена през 2008 г. в Пловдив със седалище Фармацевтичен факултет на Медицински университет – Пловдив. Днес АСФБ се състои от близо 130 членове – студенти по фармация от всички курсове и вече завършили магистър-фармацевти. Осъществяваната от АСФБ дейност включва инициативи за: повишаване на образователната квалификация и практически умения; подпомагане на професионалната реализация и научното развитие на студентите по фармация в България; провеждане на обществени здравни кампании и благотворителни събития, обучения и лекции с представители на научната и бизнес среда; съвместна работа с Регионалната фармацевтична колегия Пловдив; съдействие за участие в стажантски и обменни програми; осъществяване на успешно сътрудничество с останалите асоциации по фармация в София и Варна и с асоциациите по медицина и дентална медицина в Медицински университет – Пловдив; участие в организацията на Български фармацевтични дни.

#### Младежко научно дружество „Асклепий“[59]
Дружеството е учредено през 1990 г. с цел стимулиране на научната дейност на младите преподаватели и студенти в различни сфери на медицинската наука. 
Продължител е на студентското научно дружество на ВМИ „И. П. Павлов“ и на десетките кръжоци. Дружеството провежда ежегодно конференция за студенти и млади учени „Наука и младост“, множество практически семинари за студенти, подпомага международни събития за млади учени към Съюза на учените – Пловдив. От 2005 г. най-добрите научни съобщения се издават в едноименен Сборник-доклади, включен в Националния референтен списък (НРС) на съвременните български научните издания (ID №2203; ISSN - 1314-9229 (print).

## Doctor Honoris Causa
| Проф. Антонио Пецано                              | Завеждащ Департамента по кардиология на болница Нигуарда, Ка-Гарда гр. Милано – Италия. | Академичен съвет на 29.09. 1998 год.                                              |
| Проф. Айхан Късъл                                 | Ректор на Университета „Улудаг” гр. Бурса Турция | Тържествена промоция на випуск 1998 – Медици, на 6. 10. 1998 г.                   |
| Проф. д-р инж. Колин Робертс                      | Директор на Департамента по медицинско инженерство и физика при Медицинския университет Кингс Колидж – Лондон.                                                                                 | Академичен съвет на 14.12. 1998 год.                                              |
| Проф. Казимир Имиелински                          | Президент на Полската академия на науките и Световната академия по медицина | Академичен съвет на 4.06. 1999 год.                                               |
| Д-р Флориан С. Закс                               | Ръководител на катедра по Консервативно зъболечение и пародонтология, Академичен старши съветник на Университетската клиника „Бенжамин Франклин” на Свободния университет в Берлин – Германия. | Академичен съвет на 25.09. 2001 год.                                              |
| Проф. Филип Перелен                               | Ръководител клиника по пластично-възстановителна хирургия и Център по изгаряния на Университетска болница гр. Лил- Франция.                                                                    | Академичен съвет на 22.05. 2001 г.                                                |
| Проф. д-р Петер Функ-Йенсен                       | Ръководител на Департамент по гастроентерологична хирургия - Архус Университет – Копенхаген, Дания                                                                                             | Академичен съвет на 8.11. 2002 г.                                                 |
| Проф. д-р Николай Желев                           | Секретар на Шотландско-българско дружсество гр. Дънди – Шотланция | Академичен съвет на 3.12. 2002 год.                                               |
| Проф. д-р Константинос Симопулос                  | Зам. ректор на Тракийски университет „Демокрит” - Гърция | Академичен съвет на 3.11. 2005 год.                                               |
| Проф. д-р Филип Каушай                            | Ръководител на клиника по хирургия в Университетска болница на Западна Пенсилвания гр. Питсбърг - САЩ                                                                                          | Академичен съвет на 29.09. 2005 год.                                              |
| Акад. проф. д-р Николай Попов                     | МУ София – Стоматологичен факултет | Тържествена промоция на лекари дентална медицина на 16.12. 2005 год.              |
| Проф. д-р Джон Кириополус                         | Декан на Висше училище по Обществено здраве – гр. Атина – Гърция | Тържествена промоция на 27.10. 2008 г. на ФОЗ                                     |
| Проф. Давид Москона                               | Университет Тел-Авив – Израел | Промоция на випуск 2008 – Медици, на 14.11. 2008 г.                               |
| Ген.-майор доц. д-р Стоян Тонев, дм               | Началник на Военно медицинска академия – София | Промоция на випуск 2008 – Медици, на 14.11. 2008 г.                               |
| Проф. д-р Цекомир Воденичаров, дмн                | Декан на Факултет по Обществено здраве при МУ – София | Тържествена промоция на магистри по здравен мениджмънт на ФОЗ, на 22.05.2009      |
| Проф. Юка Меурман                                 | Ръководител на катедра по Орални инфекциозни болести – Университет Хелзинки | Тържествена промоция на випуск 34 - лекари по дентална медицина на 18.06. 2009 г. |
| Негово Светейшество Вселенски патриарх Вартоломей | | Академичен съвет на 17 юли 2010 г.                                                |
| Проф. Панайотис Д. Гумас                          | Професор по отоларингология и хирургия на глава и шия – Медицинско училище - Университет гр. Патра – Гърция                                                                                    | Тържествена промоция на випуск 2010 – медици, на 10.12. 2010 г.                   |
| Проф. д-р Ваньо Митев, дмн                        | Ректор на МУ–София | Тържествена промоция на випуск 2011 – фармацевти, на 10.05. 2011 г.               |
| Проф. д-р Ив Пуме                                 | Ръководител катедра хистология и ембриология и лаборатория по клетки и тъкани към МФ – Университет гр. Намюр Белгия                                                                            | Тържествен Академичен Съвет на 29. 05.2012 г.                                     |
| Проф. Андрю Майлс                                 | Кралски колеж, Лондон, Великобритания | Тържествен Академичен Съвет на 16. 05. 2013 г.                                    |
| Проф. д-р Адам Щабхолц                            | Hadassah, Еврейски университет Йерусалим, Израел | Тържествен Академичен Съвет на 30. 05. 2013 г.                                    |
| Проф. д-р Патрик Делем                            | Университет Лил-2, Франция | Тържествен Академичен Съвет на 15. 04. 2014 г.                                    |
| Проф. Славик Табаков                              | Кралски колеж, Лондон, Великобритания | Тържествен Академичен Съвет на 10.12.2015 г.                                      |
| Проф. д-р Джошуа Мошонов, дм                      | Ръководител катедра „Ендодонтия“ към ФДМ, Hadassah, Еврейски университет Йерусалим, Израел | Тържествен Академичен Съвет на 19.05.2016 г.                                      |
| Акад. Петя Василева                               | Ръководител на Специализирана очна болница "Акад. Пашев" София | Тържествен Академичен Съвет на 14.12.2017 г.                                      |
| Доц. Крис Ставрос Иванов                          | Колеж по дентална медицина към Университета на Тенеси, САЩ | Тържествен Академичен Съвет на 17.05.2018 г.                                      |
| Проф. д-р Михаил Михайловский, дмн                | Новосибирский НИИТО "Я.Л. Цивьяна" | Тържествен Академичен Съвет на 13.12.2018 г.                                      |
| Проф. Джордж Сандор, дм                           | Професор по орална и лицево-челюстна хирургия, Университета в Оулу, Финландия | Тържествен Академичен Съвет на 16.05.2019 г.                                      |

## Други звена

### Библиотека[60][61]
Библиотеката на Медицински университет – Пловдив стартира дейността си още с основаването на новооткрития през 1945 г. Държавен университет в Пловдив. Днес Библиотечно-информационния център включва в структурата си централна и четири филиални библиотеки (във Факултета по дентална медицина, База 1 в УМБАЛ „Св. Георги“, Медицински колеж и в Студентските общежития) и предоставя широк спектър услуги на над 4000 потребители – български и чуждестранни студенти, стажанти, докторанти, преподаватели, специализанти, служители и външни потребители.
Центърът разполага със съвременна информационно-технологична инфраструктура и материално-техническа база. Функционалната библиотечна среда включва читални, компютърни зали, зали за докторанти, зали за екипна работа и студио за дигитализация. Библиотеките разполагат с 375 места, от които 75 са оборудвани с компютри.
Библиотечно-информационното обслужване се осъществява чрез автоматизирана библиотечна система с интегрирана РФИД технология, базирана на безконтактна радио-честотна идентификация на обекти. От 2018 г. функционира модерната система за дигитализация на книжни фондове – CopiBook Open System.
Библиотечният фонд включва над 182 000 библиотечни единици (книги, периодични издания и дисертации) по медицина, дентална медицина, фармация и обществено здраве на български и чужди езици. 8090 от тези ресурси са онлайн списания, книги и протоколи от лицензирани бази данни. 

## Университетски издания
Folia Medica                                     
Folia Medica (print-ISSN: 0204-8043; e-ISSN 1314-2143) е рецензирано интердисциплинарно медицинско списание, издавано на всеки два месеца от Медицински университет – Пловдив на английски език.
Първият том от 4 книжки излиза през 1959 г. по инициатива на тогавашния ректор доц. д-р Тодор Захариев и на проф. д-р Елисей Янев, негов първи главен редактор. Издаването му започва като притурка на чужди езици към „Сборник трудове на ВМИ“. От 1974 година до днес всички статии в него са на английски език, а резюметата – на английски и руски език.
През 1981 г. (том XXIII) списание Folia Medica е включено в международната стандартизирана номерация за периодични издания  – International Standart Serial Number, ISSN, като издаването на серийните кодове се координира от Международния ISSN център в Париж. За Folia Medica ISSN e 0204-8043.
От 2010 г. стартира on-line разпространението на списанието, което прераства в онлайн публикуване и онлайн редактиране чрез внедрените през 2015 г. on-line Editorial Management Systems и on-line Submission Systems.
От 2015 г. списанието излиза с он-лайн E-ISSN:1314-2143, а от 2019 г. публикуваното съдържание е Open Access. 
Folia Medica е единственото българско списание на английски език, индексирано в Index Medicus/MEDLINE, реферирано в PubMed  https://pubmed.ncbi.nlm.nih.gov/ от 1965 г. досега без прекъсване.  От 1965 г. Folia Medica се реферира в най-престижните международни издателски бази данни, справочници и научноинформационни масиви. Folia Medica  единственото българско медицинско научно издание индексирано и реферирано без прекъсване от 1964 г.  в международната база данни за научна информация Scopus.
Folia Medica публикува обзорни статии, оригинални научни статии, бързи съобщения, кратки доклади, case reports и писма до редактора. Folia Medica приема ръкописи в следните области: медицина, дентална медицина, фармация, обществено здраве и здравеопазване. Приоритетните теми включват: интегративна биология, експериментална медицина, клинични и терапевтични аспекти на социално значими заболявания (сърдечно-съдови заболявания, мозъчно-съдови заболявания, захарен диабет, неопластични заболявания и др.).
Университетски вестник „Аудитория Медика“ 
Периодично обзорно издание на хартиен и електронен носител, отразяващо академичния, културен и социален живот в МУ-Пловдив.  
Първият брой на "Аудитория Медика" излиза през м. септември 2012 год. Вестникът е продължител на университетското издание "Здравен работник", което се поддържа в продължение на почти три десетилетия благодарение на ентусиазма на редакторите д-р Христо Близнаков и проф. д-р Никола Запрянов и на техническия сътрудник Ангел Мърхов.  
Редакционният екип на "Аудитория Медика" се оглавява от Ректора на университета, като във всеки брой има "колонка на Ректора".  
Вестникът е във формат А4, обичайно с осем страници и тираж между 500 и 1000 бр. Снимките, дизайна, странирането и коректурите са дело на служители на унивреситета.   
Темите, намерили място на страниците на вестника, са информация за университета, наука, образование, студенти, събития, кандидатстудентска кампания, спорт, културни изяви и др.   

## Културна и социална дейност (КСД)[67]
Културната и социалната дейност в Медицински университет – Пловдив включва подготовката и провеждането на широк кръг културни и социални събития: творчески срещи, изложби, конкурси, семинари, лектории, конференции и др. 
КСД се координира от Експертен съвет, подпомага се от Комисия по КСД и се ръководи от институционален координатор. Съветът и Комисията съдействат за развитието на самодейните университетски състави, разработват и реализират проекти в сферата на културно-историческото наследство, подпомагат издаването на алманаси, каталози, художествени творби и др.
Основната цел на КСД е превръщането на Медицински университет – Пловдив в територия на духовност и култура, знание и иновации. насочени към изява талантите на студенти, преподаватели и служители и към стимулиране потребността от духовно развитие.
При реализацията на културната и социална политика МУ-Пловдив си сътрудничи с местната власт, образователни, културни и социални институции и организации и творци от страната и чужбина.

## Музеи и експозиции

### Музей на медицината - Обществена колекция „Медицината по тракийските земи“[68],[69]
Експозицията проследява развитието на медицината като практика, изкуство  и наука на територията на Пловдив и региона от най-дълбока древност до наши дни. От откриването си през 2019 г. Музеят е неизменна част от културно-социалната дейност на МУ-Пловдив.
Музейните експонати са разположени в 4 експозиционни клъстера, обединени на хронологично-тематичен принцип. Първият клъстер обхваща времето от възникването на най-ранното селище на Трихълмието през каменно-медната епоха до разделянето на Римската империя. Вторият обхваща периода на съществуване на Пловдив в рамките на Византия, Първата и Втората българска държава. Третият клъстер включва експонати, свързани с медицинската практика от периода на османското робство и Възраждането. Четвъртият проследява историята на медицинското обслужване в Пловдив по време на Освободителната война и до края на 40-те години на XX век.
Музеят на медицината активно си партнира със сродни регионални и национални научни институции, като организира съвместни изложби с Националния литературен музей, Епископската базилика на Филипопол, Националния антропологичен музей - ИЕМПМ към БАН, РИМ Шумен, РИМ Враца, Съвета по туризъм и др.
Музеят на медицината следва мисията си да съхрани за поколенията историята и традициите на Медицински университет – Пловдив, които са неделима част от културното наследство на града ни и е част от ежегодния туристически фестивал „Уикенд в Пловдив“, организиран от Община Пловдив и Съвета по туризъм – Пловдив.

## Спорт
Студентите на МУ-Пловдив спортуват в представителните отбори на университета по аеробика, лека атлетика, баскетбол, волейбол, крикет, футбол, плуване, тенис на корт и тенис на маса.
През годината отборите на МУ-Пловдив се класират и участват в Националния университетски шампионат, Национални летни студентски игри „Летен университет“, Университетски зимни игри „Зимен университет“, международни междууниверситетски турнири като World InterUniversities Championship и EuroMilano.
През зимната ваканция в базата на Медицински университет – Пловдив в Цигов чарк за студентите се организира и провежда учебно-спортен лагер за обучение по ски. 

## Спортни съоръжения
Спортна зала „Медик“ е разположена на територията на Медицински университет – Пловдив. Залата е пригодена за волейбол, футбол, баскетбол, тенис на маса, тенис на корт и аеробика. Предназначена е за учебните групи на университета и за провеждане на състезания. 
В двора на Медицински колеж се намират баскетболно и волейболно игрище, две игрища за тенис на корт и мини футболно игрище. 
На територията на общежитията на МУ-Пловдив на ул. „Царевец“ №2 са разположени футболно и баскетболно игрище за спортуване на студентите от университета.

## Инфраструктура и бази

### Аудиторен комплекс[77]
Аудиторният комплекс е един от най-модерните и професионално оборудвани в национален мащаб. Сградата е по проект на арх. Димитър Ахрянов и е открита през 2011 г. С изчистените си линии, остъклена фасада и модерен силует сградата е номинирана за сграда на годината за 2011 г. в категория „Култура“. http://kab-sofia.bg/novini/510-nominatzii-za-sgrada-na-godinata-2011
Аудиторният комплекс разполага с осем модерни зали и три фоайета. Оборудвани с мултимедии, лаптопи, екрани, безжични микрофони, бели дъски, лазерни показалки залите дават възможност за провеждане на дискусии, тематични обсъждания и организиране на уъркшопове. Фоайетата са с площ по 80 кв.м. В пространствата им могат да бъдат организирани промоции, демонстрации, изложби, базари, коктейли и др.
Пред сградата има добре оформено парково пространство с археологически експонати oт I-II век.

### Рехабилитационни бази[79]
Медицински университет – Пловдив разполага с два рехабилитационни центъра – в планинския курорт Цигов Чарк, между Велинград и Батак, и на Южното Черноморие, в околностите на село Велика.
Базата в Цигов чарк се използва целогодишно от студенти, преподаватели и служители на МУ-Пловдив. Тя е подходяща както за организиране на семинари и научни конференции, зелено училище и др., така и за семейни тържества и за отдих.

### Студентски общежития[80]
Общежитията на Медицински университет – Пловдив разполагат общо с 1465 легла, разпределени в три блока. Блок 1 и Блок 2 се намират на ул. „Царевец“ 2, в близост до УМБАЛ „Св.Георги“. Блок 3 се намира до сградата на Медицински колеж на бул. „Братя Бъкстон“ 120.
Стаите са с по две легла със собствен санитарен възел. Част от тях са оборудвани с телевизори. Изградена е една от най-модерните противопожарни системи за сигурност. В общежитията работи 24-часово видео наблюдение. Достъпът се осъществява чрез магнитни карти. В общежитията се предлага безплатен, високоскоростен интернет на студентите във всяка стая.
За удобство на студентите има две читални със 120 места за самоподготовка, две библиотеки, два студентски стола за хранене с 350 места, 2 спортни площадки, кафе-сладкарница, парк за отдих, паркинг за автомобили и др. 